# Kanton Grenoble-1
Kanton Grenoble-1 (fr. Canton de Grenoble-1) je francouzský kanton v departementu Isère v regionu Rhône-Alpes. Skládá se z východní části města Grenoble.